# Luis Zapata Quiroz
Luis Zapata (Chilpancingo, 27 de abril de 1951- Ciudad de México, 4 de noviembre de 2020) fue un narrador, dramaturgo y traductor mexicano. Considerado el más prolífico escritor de la literatura homosexual mexicana.
Si bien la figura homosexual ocupa un papel protagónico en la gran mayoría de la obra de este escritor, esta está alejada de una representación cliché, estereotipada, denigrante y homofóbica presente en los medios masivos de comunicación. Su obra muestra varias modalidades y circunstancias de la homosexualidad. Refleja a los homosexuales de carne y hueso que viven en la sociedad.
No obstante, es preciso señalar que más allá de este inevitable encasillamiento por parte de la crítica y sus lectores, Luis Zapata es “un supremo artífice de la lengua y de la narración.”

## Datos biográficos
Su niñez transcurrió “viendo mucho cine, leyendo mucho y observando la vida desde la introyección”; el mismo Zapata señala que su primera identidad es la de cinéfilo y que se define a sí mismo antes que cualquier otra cosa como un espectador.
En 1980 obtuvo el título de Licenciado en Letras Modernas (Francesas) en la Facultad de Filosofía y Letras (FFyL) de la Universidad Nacional Autónoma de México (UNAM). Más tarde se especializó en literatura francesa medieval. 
En un periodo de treinta y ocho años, ha escrito veintitrés obras: once novelas, nueve cuentos, dos libros de crónicas y una autobiografía (varias de estas obras se han traducido al inglés y al francés). Asimismo ha incursionado como guionista y director en teatro y en cine y ha traducido al español textos clásicos. 
Desde 1991, Luis Zapata ha sido merecedor en varias ocasiones de becas para creadores intelectuales otorgadas por el Fondo Nacional de la Cultura y las Artes (FONCA). En 1992 ganó el Premio Estatal al Mérito Literario Juan Ruiz de Alarcón, otorgado por el Gobierno del Estado de Guerrero. 
En 2007 obtuvo el Premio al Mérito Gay otorgado por empresarios y organizaciones civiles del colectivo mexicano lésbico-gay-bisexual-transgénero (LGBT) a personas que se han distinguido por defender los derechos de la población de la diversidad sexual. 
Fue miembro del Sistema Nacional de Creadores de Arte (SNCA).

## Obra

### Novela
A pesar del gusto de Luis Zapata por incursionar en diversos géneros artísticos, la novela, es el género que más le ha resultado, así como el más fecundo, y por el que es mayormente identificado y reconocido. 
- Hasta en las mejores familias (Méx., Novaro) en el año de 1975 con la que Luis Zapata debutó como novelista. En esta obra se deja ver la simiente de lo que ha de caracterizar su narrativa enfocada en la “problemática homosexual cuyo entorno es casi siempre un ambiente urbano además de sus constantes alusiones al cine.”[6] Con Hasta en las mejores familias, Zapata obtuvo el premio Quetzalcóatl –que era otorgado en Cuernavaca– y ganó un lugar como finalista en el concurso Premio Internacional de Novela México de la Editorial Novaro.

- El vampiro de la colonia Roma en 1978. Historia en la que las cacerías del amor urbano configuran el retrato de un amoroso marginal como héroe de la picaresca moderna[7] - en un concurso para novelas inéditas promovido por editorial Grijalbo. La obra resultó ganadora y en 1979 se publicó por primera vez (Méx., Grijalbo); desde un inicio suscitó un escándalo nacional e incluso internacional en el sentido de que volvía visible y le daba voz pública al mundo homosexual. El escándalo en el país respondía “a la mochería que prevalecía en el gobierno, en la prensa, en algunas empresas, en la academia, y por fortuna no encontró eco”;[8] en ocasiones se atacó al libro sin siquiera haberlo leído –como fue el caso de Juan Rulfo o Sergio Magaña[9] –; y se llegó incluso a recomendar vender el libro en bolsas de plástico para evitar que la gente hojeara lo que era considerado un texto “pornográfico”.[10] El vampiro de la colonia Roma, publicada en inglés con el nombre de Adonis García: A Picaresque Novel, generó en Estados Unidos críticas favorables debido a que –señala Luis Zapata– no existían los mismos prejuicios ni la tradición machista que había en México;[11] en Gran Bretaña la obra fue confiscada por las autoridades por “indecente, pornográfica y obscena”.[12] Hoy El vampiro de la colonia Roma es considerada una obra clásica en la literatura gay mexicana y latinoamericana. Desde su publicación se han vendido entre 70 y 80 mil ejemplares.[13] En 2009, con motivo de haberse cumplido 30 años desde que se publicó por primera vez, se realizaron varios festejos conmemorativos en la Ciudad de México: en la XXX Feria Internacional del Libro del Palacio de Minería, en la Facultad de Filosofía y Letras (FFyL) de la Universidad Nacional Autónoma de México (UNAM), y en el Palacio de Bellas Artes.[14]

- De pétalos perennes (Méx., Katún), publicada en 1981, tuvo muy buen recibimiento. John S. Brushwood, uno de los más eficaces y fervientes críticos extranjeros de la literatura mexicana, señaló que se trataba de “una representación excelente, totalmente dialogada, de las fantasías sexuales de una señora burguesa, una caracterización magistral”.[15] En 1982 De pétalos perennes se llevó al cine con el nombre de Confidencias; la película fue dirigida por Jaime Humberto Hermosillo y los papeles protagónicos estuvieron a cargo de Beatriz Sheridan y María Rojo. En 1983 De pétalos perennes se estrenó por primera vez en teatro bajo la dirección de José Estrada. Además, esta misma obra fue merecedora de una emisión radiofónica por entregas en Radio Educación.

- Luis Zapata publicó en 1983 Melodrama (Méx., Enjambre), obra que es considerada la primera novela rosa de tema homosexual en la narrativa mexicana[16] y que trata de la relación amorosa entre un atractivo joven y un detective casado. En 1989 esta obra fue llevada al teatro con el título La fuerza del amor.

- En jirones (Méx., Posada) apareció dos años después de su novela anterior, en 1985. En jirones es un texto de corte psicológico y existencial cuyo tema central es la relación amorosa, pasional y carnal entre dos hombres, que como toda relación está provista de altibajos.[17] En 1997 se estrenó en Puebla una versión libre de esta obra para teatro.[18]

- En 1989 La hermana secreta de Angélica María (Méx., Cal y Arena) fue publicada. Esta obra destaca por ser una de las pocas obras literarias que tiene como protagonista a un hermafrodita, y también por poseer una estructura y un desarrollo muy cercanos al lenguaje del cine.

- ¿Por qué mejor no nos vamos? (Méx., Cal y Arena), cuya primera edición data de 1992, es una parodia del género cinematográfico estadounidense llamado “road movie” y que se caracteriza porque su argumento se desarrolla a lo largo de un viaje. Esta obra refleja además la gran capacidad que posee el autor para el diálogo novelesco.

- En La más fuerte pasión (Méx., Océano), publicada en 1995, Luis Zapata vuelve a recurrir al diálogo como técnica narrativa. En esta novela los protagonistas son un hombre de negocios de posición económica acomodada y de edad madura, y un adolescente de 19 años, “el típico joven posmoderno: pragmático, adicto al workout, vanidoso hasta el narcisismo, cínico hasta la crueldad, hedonista y venerador del dinero como único Dios”[19] el hombre de negocios se enamora desesperadamente del joven, quien es hijo de su mejor amiga.

- Los postulados del buen golpista (Méx., Cal y Arena) apareció también en el año de 1995. Esta novela tiene como protagonista a una mujer que vive gracias al robo menor a grandes almacenes; la protagonista narra su vida a un amigo durante una larga conversación.

- En 1999, Luis Zapata publicó Siete noches junto al mar (Méx., Colibrí). La trama de esta obra gira en torno a la reunión de cuatro amigos en Pie de la Cuesta, Acapulco, quienes durante siete noches relatan las historias de sus vidas. Con Siete noches junto al mar, Luis Zapata se consagraría como un maestro del género de la literatura oral u oralidad ficticia.[20]

- Su última novela publicada es, hasta ahora, La historia de siempre (Méx., Quimera) que data de 2007. En esta novela Zapata representa un tema controversial en las parejas heterosexuales y homosexuales: la infidelidad. Dos hombres son los protagonistas, de quienes se desprende una historia centrada en el deseo, una historia de amor, fobias y manías, de encuentros y desencuentros.

- En el año 2014, Luis Zapata publicó tres novelas: Escena y farsa es la vida, texto que "tiene como personaje central a una conferencista y escritora de libros de autoayuda y superación personal que se aprovecha del ansia de los seres humanos por encontrar la fórmula de la felicidad, la curación, la abundancia, el amor y el éxito";[21] Como sombras y sueños, que "trata sobre la depresión en la vida de Orlando Barreto, escritor y personaje principal, quien sufre y resufre la enfermedad que en los primeros días, quizá semanas, sólo se manifiesta por medio de un cansancio que no llega a ser alarmante pero poco después se vuelve un mal que lleva a Orlando a pedir desesperadamente un milagro cada día: que desaparezca";[22] y Autobiografía póstuma, "una parodia en la que Zapata le da voz a Zenobio Zamudio, un escritor gay quien rememora sus días terrenales desde el más allá y esa voz para esta posteridad se vuelve un tenebroso ajuste de cuentas".[23]

### Cuento
En contraste al número de novelas publicadas, Luis Zapata tiene únicamente dos libros de cuentos. El autor señaló en alguna ocasión que los cuentos los escribe cuando no tiene un proyecto narrativo más grande –como puede ser una novela– y cuando siente la necesidad de escribir.
En 1983 Zapata publicó una plaquette de cuentos llamada De amor es mi negra pena (Panfleto y Pantomima). Esta edición de 54 páginas fue ilustrada por Marcela de Aguinaga. La plaquette incluía, además del cuento que da título a ésta, "Caminito de la escuela" y "El inevitable presente del siempre bien ponderado Ernesto Peña".
Ese amor que hasta ayer nos quemaba (Posada) es su segundo libro de cuentos. Publicado en 1989, Ese amor que hasta ayer nos quemaba presenta nueve cuentos de amor y anarquía, licenciosos y escandalizantes; cuatro de ellos ya se habían publicado con anterioridad. Los títulos de los cuentos son: “Una de cal” (en 1982 se hizo un cortometraje de este cuento bajo la dirección de Edgardo Resendiz); “Las horas del panzón”; “Caminito de la escuela”; “Segundo puente”, (cuento cuya versión en francés –“Deuxieme Pont”– recibió el Primer Premio del Concurso de Cuento en Francés en el año de 1977 otorgado por el Instituto Francés de América Latina –IFAL-, la Alianza Francesa y otras instituciones); “De amor es mi negra pena”; “El inevitable presente del siempre bien ponderado Ernesto Peña (títere de la vida)”; “Las zapatillas rojas”; “La cuenta de los días”; y el que da nombre al libro “Ese amor que hasta ayer nos quemaba” (cuento que se publicó originalmente en entregas en Sábado, suplemento del periódico Unomásuno, durante los meses de noviembre y diciembre de 1987, y enero y febrero de 1988). 

### Teatro
Zapata adquirió su gusto por el teatro durante su niñez, cuando a Chilpancingo llegaban las Caravanas de Estrellas. Además de apreciar este género –aunque no tanto como el cinematográfico–, reconoce la labor de los artistas de teatro: “esos generosos extraños que se empeñaban auténticamente en divertir a un público a veces insensible a sus esfuerzos”.
Ha escrito dos obras para teatro de manera colaborativa. Con Mario de la Garza escribió Plastic surgery, puesta en escena por Tito Vasconcelos en 1990. Con José Joaquín Blanco, La generosidad de los extraños, que fue publicada en 1990 como folletón en Sábado, suplemento del diario Unomásuno; La generosidad de los extraños aún no ha sido puesta en escena.
Dado que en varias de sus obras Zapata utiliza como técnica narrativa el diálogo, algunas de ellas, como se señaló con anterioridad, han sido llevadas al teatro: De pétalos perennes (1983), Melodrama (1989), y En jirones (1997).

### Cine
Luis Zapata señala que su primera identidad es la de cinéfilo y que se define a él mismo como un espectador. Las películas mexicanas y extranjeras que Luis Zapata veía de niño en los cines de Chilpancingo –Cine Colonial, Cine México, Cine del Pueblo y Cine Guerrero– en ese momento lo hicieron soñar con dedicarse profesionalmente a la cinematografía. De hecho, sus primeros escritos que datan de la época en que Zapata asistía a tercero o cuarto de primaria son “una especie de cómics completamente tributarios al cine”.
Especialistas de la obra de Zapata señalan que en algunos de sus textos el autor parece tener dos intenciones: hacer ver al lector su novela como si fuese una película o presentarla como guion cinematográfico.
En 1980 escribió un guion de película con Jaime Humberto Hermosillo, el título era Cuando el amor es verdadero; sin embargo el proyecto no se consolidó debido a que el cantautor michoacano Juan Gabriel, que había sido considerado para el papel principal, rechazó la propuesta por considerarla “insultante” pues tenía que representar un personaje homosexual que además se vestía de mujer.
Luis Zapata colaboró junto con Sandra Cruz Aguilar, Juan Manuel González y Ariane Pellicer en el guion de la película Marea Suave en 1992. Juan Manuel González fungió también como director, actor y productor en este filme. 
En años recientes incursionó en la dirección cinematográfica –proyectos que Zapata define como “muy modestos, en formato digital, pero eso sí, emprendidos con mucho entusiasmo y entrega”– cumpliendo así el único sueño que le faltaba por realizar en su vida. En el año 2000 dirigió el cortometraje Regalo de cumpleaños; en 2006, el largometraje Afectuosamente su comadre, el cual fue presentado en el Festival MIX 2006 de la Cineteca Nacional; en 2007, el cortometraje Algunas de las cosas que más me gustan las hago solo y el documental Angélica María frente al mar -que es un homenaje del escritor a la diva del cine mexicano-; y en 2008 el cortometraje El momento de la verdad.
Se sabe que entre 2000 y 2006, Luis Zapata dirigió Tomara, un filme hablado en japonés que está a la espera de ser editado.

### Crónica
Paisaje con amigos: un viaje al occidente de México (Méx., CONACULTA, 1995) y Souvenirs, souvenirs (2007) son los dos libros en los cuales Luis Zapata refleja sus cualidades como cronista. 
Paisaje con amigos: un viaje al occidente de México es una crónica de viaje, “una reflexión periodística de un hombre gay de mediana edad en la carretera.” Souvenirs, souvenirs es un libro de crónicas nostálgicas incluido en Triple función (Méx., Quimera, 2007), título que contiene además los libros Indito de ojos azules de José Joaquín Blanco y Dos Comedias de José Dimayuga.

### Autobiografía
En 1990 Luis Zapata publicó su autobiografía, De cuerpo entero (Méx., UNAM). En este corto texto el autor expone primordialmente la manera en que el cine y el teatro influirían en su vida y en su obra. El libro contiene cinco fotografías: la primera data de 1955 y en ella aparece Luis Zapata a los cuatro años de edad; las dos siguientes son imágenes de borradores de texto; la cuarta es de 1958, se ve a Luis Zapata en una fiesta escolar; la última es la que se observa en la contraportada, en donde aparece ya el afamado escritor –de cuerpo entero– fumando mientras mira a la cámara.
De cuerpo entero fue publicado nuevamente en 2007. Se incluyó bajo el título “Las cálidas tardes del cine Guerrero” en el libro Triple función (Méx., Quimera).

### Colaboraciones en medios impresos
Luis Zapata ha publicado en los suplementos culturales de varios diarios mexicanos (algunos de ellos ya extintos): El Nacional Dominical, de El Nacional; Sábado, de Unomásuno; La Jornada Semanal, de La Jornada; y Confabulario, de El Universal. 
Asimismo, ha sido colaborador de diversas revistas nacionales como: Tinta Seca, revista morelense de arte y literatura; La Cultura en México, suplemento de la revista Siempre!; Nexos, publicación mexicana de cultura e información; y Punto de Partida, revista editada por la Universidad Nacional Autónoma de México. 

### Traducciones
Luis Zapata era especialista en traducciones del francés medieval.
Ha trabajado en versiones al español de: Roman de Renart –conjunto de poemas en francés que datan de los siglos XII y XIII– en colaboración con Angelina Martín del Campo (1979); Yvain ou le Chevalier au Lion del poeta francés Chrétien de Troyes (1982); Bom crioulo, del escritor brasileño Adolfo Caminha (1989); Vanities, del estadounidense Jack Heifner, en colaboración con C. Téllez (1990); Tristan del poeta normando Béroul (1990); L’autre monde: Histoire comique des Estats et empires de la Lune et Histoire comique des Estats et empires du Soleil, del escritor francés Hercule Savinien Cyrano de Bergerac, en colaboración con Carlos Bonfil (2001); Loretta Strong y Le Frigo, obras de teatro del novelista, dramaturgo e historietista argentino francófono Raúl Damonte Botana –Copi–, en colaboración con Joani Hocqueghem (2004).

## Importancia de su obra para la comunidad LGBT
Luis Zapata es considerado el escritor gay más célebre de México. Independientemente del enorme valor literario que tienen las obras de Luis Zapata, su obra es también relevante en el sentido de que esta desmitifica la imagen del homosexual mexicano, “la del jotito afeminado hasta la ridiculez”, el que es “objeto de reprobación y escarnio.” El homosexual es presentado tal y como es en su entorno y consigo mismo, muestra su rostro y deja escuchar su voz.
A partir de El vampiro de la colonia Roma, otros autores comenzaron a escribir sobre la cuestión homosexual de manera más abierta, “sin duda animados por la valentía de Zapata”

## Listado de obras publicadas

### Novela
- Hasta en las mejores familias (1975)
- El vampiro de la colonia Roma (1979)
- De pétalos perennes (1981)
- Melodrama (1983)
- En jirones (1985)
- La hermana secreta de Angélica María (1989)
- ¿Por qué mejor no nos vamos? (1992)
- La más fuerte pasión (1995)
- Los postulados del buen golpista (1995)
- Siete noches junto al mar (1999)
- La historia de siempre (2007)
- Como sombras y sueños (2014)
- Autobiografía póstuma (2014)
- Escena y farsa es la vida (2018)
- Con R de reality (2023)

### Cuento
- De amor es mi negra pena (1983)
- Caminito de la escuela
- El inevitable presente del siempre bien ponderado Ernesto Peña
- Ese amor que hasta ayer nos quemaba (1989)
- Una de cal
- Las horas del panzón
- Segundo puente
- Las zapatillas rojas
- La cuenta de los días

### Teatro
- Plastic surgery (1990)
- La generosidad de los extraños (1990)

### Cine
- Marea Suave (1992)
- Regalo de cumpleaños (2000)
- Afectuosamente su comadre (2006)
- Angélica María frente al mar (2007
- El momento de la verdad (2008)

### Crónica
- Paisaje con amigos: un viaje al occidente de México (1995)
- Souvenirs, souvenirs (2007)

### Autobiografía
- De cuerpo entero (1990)

### Traducciones
- Renart el zorro (1979)
- Francia, siglo XIII: Yvain, el caballero del león y otros textos / C. de Troyes (1982)
- Bom crioulo / Adolfo Ferreira Caminha (1989)
- Vanidades / Heifner (1990)
- Tristán e Isolda / Béroul y Thomas (1990)
- El otro mundo: Historia cósmica de los estados e imperios de la Luna; Historia cósmica de los estados e imperios del Sol / Cyrano de Bergerac (2001)
- Loretta Strong; El refri / Copi (2004)